# Martí Mayol i Moragues
Martí Mayol i Moragues (Palma, Mallorca, 1916 – 1997) fou un escriptor i autor dramàtic vinculat al fenomen del teatro regional de les Illes Balears.
Com a autor teatral, destacà per una personalitat i unes característiques molt singulars. Les seves obres, escrites en mallorquí popular, Portes Obertes, Orgull de casta, Es sogre de Madò Rosa, Més vell que es pastar, Ca'n Miraprim, Mal llamps es doblers, Així és el món, S'estopa ran d'es foc, El tio al cel sia, Dilluns de Festa Major, A on anam?, Mala rel o Es metge per força, adaptació de Le medecin malgré lui de Molière, foren estrenades per la Companyia Artis, però poques d'aquestes obres varen ser editades i ara són males de consultar.
La seva producció no es limita, emperò, a la seva creació teatral, sinó que troba un altre camí d'autorrealització literària a través de la narrativa, bona mostra de la qual va aparèixer a la revista Ponent quaderns literaris, on hi trobam: El vaquer murcià (1958), Don Luïset, pvre. (1960), Oui, papa (1964), L'escàndol (1965-66), i articles com, per exemple, L'essència del teatre (1957) i Babel (quatre comentaris d'altri sobre teatre) (París, 1965), publicats a la mateixa revista, i els articles en castellà sortits a la plana de col·laboracions de Baleares, avui Diari de Balears.
Després d'uns anys de silenci i de dedicació a altres afers, recobrà la seva veu amb Visca Alcanada lliure. Una altra de les facetes més interessants, però manco conegudes, del polifacètic Martí Mayol és la seva obra com a pintor, amb exposicions a Sóller, Sencelles, Alcúdia, Muro, Caracas, etc.

## Obres publicades
- Ca'n Miraprim Palma: Editorial Moll, 1954 (Col·lecció Les Illes d'Or)
- Dilluns de Festa Major (Premi "Bartomeu Ferrà", Ajuntament de Palma, 1955)
- Així és el món (Ponent quaderns literaris, 1964)